# なぜ少女は記憶を失わなければならなかったのか?〜心の科学者・成海朔の挑戦〜
『なぜ少女は記憶を失わなければならなかったのか?〜心の科学者・成海朔の挑戦〜』（なぜしょうじょはきおくをうしなわなければならなかったのか?〜こころのかがくしゃ・なるみさくのちょうせん〜）は、2014年10月1日の21:00 - 22:54（JST）に、日本テレビ系列で放送されたテレビドラマの特別番組。
『ザ!世界仰天ニュース』との連動企画として放送された。2001年の放送開始以来、番組発でオリジナルドラマが作られるのは初めて。13年間放送してきたなかでも反響の大きかったいくつかの実話をモチーフに、ミックスしたうえで創作されたオリジナルストーリーとなっている。主演は日本テレビ系ドラマでは初の単独主演となる山下智久で、クールな天才心理学者・成海朔を演じる。
笑福亭鶴瓶と中居正広は、通常の放送と同様、ドラマのオープニングとエンディングで番組ナビゲーターとしてドラマを紹介するため、ドラマ自体には出演していない。
視聴率は10.1%（ビデオリサーチ調べ、関東地区・世帯・リアルタイム）。

## あらすじ
大学で心理学の講義を行っている成海朔の元に、元恋人の小児科医・安孫子美織がやってくる。刑事の弟・賢人が扱っている放火事件で逮捕された男・八神圭佑の部屋を家宅捜査したところ少女が監禁されていたため保護したが、暴行されたような形跡も無く、身体的異常が無いにもかかわらず、何も話さず何も食べずで困り果てているから助けてやってほしいのだという。
半ば押し付けられる形で病院に行き、賢人から放火事件の詳細を聞いた朔は、円仮説が成立せず、バイクや自転車に火をつけるのは7割が20代男性であるというデータから、八神が連続放火犯である可能性は30%以下であると断言する。少女の病室へ行って初対面を果たした朔は、少女が監禁から解放されたはずなのになぜか喜んでいないことや、何かを隠していることに気付く。
朔のプロファイリングを参考に過去の犯罪者リストを洗い直したところ、放火の真犯人は他に見つかり八神の疑いは晴れたが、それならなぜ完全黙秘を貫き、放火の面では無実なことすら主張しないのかが依然わからない。朔は賢人に頼み、少女が監禁されていたという八神の部屋を訪れる。部屋は外側から厳重に鍵がかけられるようになっていたものの、真っ白な明るい部屋で“監禁”のイメージは微塵もなく、シャワーやトイレもあり、部屋の中だけで不自由無く暮らせるようになっていた。そして押入れにはスケッチブックが残っており、漢字の練習や計算、少女と八神が文字でやりとりした記録が残っていた。再び少女の部屋を訪れた朔がそのスケッチブックを見せると、少女は初めて「返して！」と言葉を発して反応を見せ、八神のことが心配だという意志を示す。朔は、少女が八神に対して全く恐怖心を抱いていないことを確信する。
監禁されていた部屋からは“色”が感じられなかったことから、朔はスケッチブックと共にクレヨンをプレゼントしてみる。しかし少女は色に対しては特に怖がる様子を見せず、描いている絵からも虐待されていたような傾向は見られない。朔は描いた絵にサインを書かせ、少女の名前が「なお（菜央）」であることを知る。一方、櫻川警察署には、菜央が保護されたというニュースを見て、瀬田亜唯子という女性が自分が母親であると名乗り出てきていた。八神は亜唯子の夫の紺野が経営する喫茶店で以前働いていたため面識はあったが、なぜこんなことをしたのかはわからないという。DNA鑑定によって親子関係が証明されたため、亜唯子は菜央との面談が許されたが、なぜか菜央は物を投げつけるなどして異常な怯えを見せ、立ち会っていた朔によって面談は中止される。
朔は病室での交流を続けるうち、菜央が決して赤色のクレヨンを使わないことや、母親に関する記憶などを無くしていることから、血を見るなど何か恐ろしい出来事があり、PTSDにかかって記憶がブロックされているのではないかと考える。そして警察の捜査の結果、菜央の実の父親である紺野が2年前に不審な事故死を遂げていたことがわかる。また朔は、亜唯子が子供が救急車で運ばれる様子をSNSに載せていたり、病院から施設に移った菜央の元を無理矢理押しかけたりする異常な行動から、彼女が代理ミュンヒハウゼン症候群であることを見抜く。菜央の記憶をブロックしていた“赤”は、血ではなく、亜唯子がつける真っ赤な口紅だったのだ。
朔は特別に八神との面談を許される。そして、菜央を監禁したのは両親から叱責や暴力などを受け、亜唯子には注射すらされて弱っていた菜央を守るためであり、黙秘を貫くのは、菜央自身が虐待を受けていたことや、八神が自分をかばうために父親の紺野を殴る所を目の前で見てしまったショックな記憶を思い出させたくないためだろうと言い当てる。さらに、菜央が「八神さんはいつも優しかった」と話していることや、実は菜央の記憶は一部戻っており、虐待の兆候があらわれた絵がたくさん描かれたスケッチブックも1冊だけ存在していたことを伝える。菜央は八神のことが大好きだったため、嫌われないように隠していたと聞き、八神は慟哭する。
亜唯子は息子・大志へ不必要なインスリン注射をしようとしたところを主治医の美織に発見され、殺人未遂や傷害罪での逮捕が決まった。紺野に対しての八神の行動については、朔が目撃者である菜央からあえて深く掘り下げて聞かなかったため事故死扱いのままとなり、八神には執行猶予がつく。
8か月後、施設で絵を描いている菜央の元を、八神が訪れる。菜央は泣いて喜び、抱きついて八神のことを「お父さん」と呼ぶ。

## キャスト
成海 朔（なるみ さく）〈29〉
演 - 山下智久
櫻川大学文学部心理学科准教授。両親は幼い頃に亡くなり、親戚の家で育った。子供は苦手と言いながらも、菜央に対して親身に接する。
安孫子 美織（あびこ みおり）〈32〉
演 - 木村文乃
櫻川大学医学部付属病院の小児科医師。朔とは3年前に付き合っていた。人への貸しを「人生のマイル」に例えて貯め、用事を頼んだり奢らせる時に使ったりする。
大志の担当医であり亜唯子とも面識があったため、菜央の母親が亜唯子だと知って驚く。
安孫子 賢人（あびこ けんと）〈29〉
演 - 浅利陽介
美織の弟で、美織には頭が上がらない。子供の頃からの夢を叶えて念願の刑事になったが、朔曰く、流されやすく優柔不断など、刑事に向いているところは一つもない。声がでかい。
菜央（なお）〈7〉
演 - 渡邊このみ
放火の容疑で逮捕された八神圭佑の家に2年間監禁されていた少女。助け出された当初は誰にも何も話さなかったが、朔には次第に心を開くようになる。
中沢 渉（なかざわ わたる）
演 - 波岡一喜
刑事。賢人と共に八神の取り調べを担当する。
安藤 二郎（あんどう じろう）
演 - 塚地武雅（ドランクドラゴン）
朔がよく訪れる「三宝食堂」の主人。朔と美織を気に入っており、営業時間外でも食事を出し、サービスまでつける。賢人には冷たい。
紺野 実（こんの みのる）
演 - 木本武宏（TKO）
菜央の実の父親。2年前に亡くなっている。死亡時、後頭部に転倒したにしては不自然な外傷があったが、妻の亜唯子には友達の結婚式に出席していたアリバイがあり、他に不審な点も動機をもつ者もいなかったため、事故死扱いとなった。
瀬田 晃司（せた こうじ）
演 - 中村靖日
亜唯子の現在の夫。大阪に単身赴任中。「亜唯子ががんばっているから自分は働いていられる」と妻を労う。
瀬田 大志（せた たいし）
演 - 中野遥斗
晃司と亜唯子の息子だが、晃司と前妻の間の子供であるため、亜唯子との血縁関係はない。糖尿病と診断され、治療を受けている他、身体が弱くすぐ体調を崩す。
瀬田 亜唯子（せた あいこ）〈35〉
演 - 星野真里
菜央の実の母親。最初の夫からはDVで逃げ出し、紺野とは籍が入れられずに事実婚状態で菜央を産んだが、その状態で出生届を出すと前の夫の子供とされてしまうため（嫡出推定）、菜央を無戸籍の状態で育て続けた。
菜央が誘拐されてからは、夫の連れ子である大志を献身的に世話していた。
八神 圭佑（やがみ けいすけ）〈50〉
演 - 船越英一郎
連続放火事件の容疑者として逮捕された男。子供の頃に事故に遭ってから耳がまったく聞こえず、話すこともしない。唇もほとんど読めず手話もできないため、筆談が必要。誰に対しても心を開かない。独身、結婚歴なし。調布市在住で、新宿の洋食屋で料理人として働いている。
番組ナビゲーター
笑福亭鶴瓶、中居正広

## スタッフ
- 脚本 - 松田裕子
- 監督 - 石田昌浩、森田俊介
- 撮影 - 永石秀行
- VE - 常川裕二
- 照明 - 近守里夫
- 音声 - 村上洋祐
- 選曲 - 近藤隆史
- 音響効果 - 岩崎晋介、松田紗織
- MA - 杉山篤
- ライン編集 - 石河慎一
- ラボ・マネージャー - 髙橋幸一
- ラボオペレーター - 光岡紋
- 美術プロデュース - 室伏清、池田明文
- 美術・装飾 - 山田好男
- 撮影協力 - 東京工科大学、日本工学院八王子専門学校、楱原総合病院、あさひがおか児童館
- 編成 - 荻野健、末延靖章
- スチール - 山口圭介
- 助監督 - 塩入秀吾、丸谷ちひろ、安川徳寛
- 編成企画 - 石尾純
- ラインプロデューサー - 飯塚信弘
- 協力プロデューサー - 坂下哲也、菅沼和美
- プロデューサー - 植野浩之、藤澤季世子、荒川優美
- チーフプロデューサー - 鈴江秀樹
- 協力プロダクション - ジャンゴフィルム
- 製作協力 - AXON、日活
- 製作著作 - 日本テレビ